# Weather Girls
Weather Girls（ウェザーガールズ）は、香港の大手メディアグループ、壱伝媒(zh:壹傳媒，Next Digital Ltd.)傘下の台湾のIPテレビ局、壱電視(zh:壹電視，Next TV)により2010年7月31日から配信されているテレビ、PC、モバイルデバイス向けの天気予報番組である。アメリカの女性ボーカルデュオ「ウェザー・ガールズ」との関連はない。
本項では番組名と同番組に出演している出演女性タレント総称を区別するため、番組を「Weather Girls」、出演女性タレントを「ウェザーガールズ」と表記する。

## 概要
番組演出のテーマを毎月設定し、「ウェザーガールズ」と呼ばれる女性タレントたちがそのテーマにちなんだ衣装を着用して踊る映像と彼女たちのナレーションとともに、1分前後で天候情報を配信する。2010年10月より米国版、2011年9月より香港版、2011年12月より日本版がそれぞれオリジナルの台湾版に追加された。
Weather Girlsの極めて顕著な特徴として、配信開始から現在に至るまで一貫して天候に関する情報よりもウェザーガールズを強くフィーチャーした番組構成を行っている事が挙げられる。各国版とも国内各地の予想天気、予想最低気温、予想最高気温、および降水確率が提供されるが、ややもするとウェザーガールズに目を奪われてこれら天候に関する情報が一切目に入らないまま番組が終了してしまうという、天気予報番組としては異質な番組構成となっている。番組内に挿入されるウェザーガールズのナレーションも毎月の演出テーマに強く結びついたもので、日々の天候に言及することはない。また提供される天候情報も更新は一日に一回のみで、天候が急変してもそれが配信内容に反映されることはなく、他の天気予報に比較すると天候に関する情報は決して豊富とは言えない。
番組を取材したKotaku(米国版)はこの演出を視聴者のザッピング防止策と解説している。一方で番組側はガジェット通信の取材に対し、女性タレントを紹介する日次更新の番組を作ることが第一の目的であり、これを視聴者に継続視聴させるためのフォーマットとして天気予報という体裁を取っているに過ぎないという趣旨の説明を行い、めざましテレビの取材に対しては、従来は男性キャスターが担当するのが通例であった台湾の天気予報番組の伝統を変えたかったと説明しており、その真意は定かではない。
また、しばしば日本を題材にした番組演出を行うこともWeather Girlsのユニークな特徴として挙げられる。その範囲は日本の女子高生の制服や戦隊シリーズのオマージュを番組演出のテーマに採用したり、日本語ナレーションのみで3カ国4地域向けの番組配信を行う場合があるなど極めて多岐に渡る。番組側はこの演出について、あくまでも台湾の視聴者に対して女性タレントを魅力的に紹介するための演出手法に過ぎず、当初は日本人および日本語話者への認知拡大は意図していなかったとしており、この説明は配信開始時点で既に日本語ナレーション、2011年6月には日本を題材にした番組演出を行って台湾と米国向けの配信を行っていた一方で、日本の天気予報配信は2011年12月まで提供されなかった事実とも一致する。
番組開始から2012年3月までは毎月新規のテーマに基づく番組制作が行われていたが、2012年4月以降はウェザーガールズをドラマ制作その他の芸能活動に注力させるためとして新規テーマの制作は中止され、以後は過去に公開されたテーマの映像を再利用した天候情報の配信となり、香港版は2012年4月、日本版は2012年5月以来配信休止となっている。

### 配信実績一覧
| 配信月 テーマ名                                  | ナレーション言語     | 月曜日   | 火曜日 | 水曜日 | 木曜日  | 金曜日 | 土曜日     | 日曜日   | その他出演者        |
| ------------------------------------------------ | -------------------- | -------- | ------ | ------ | ------- | ------ | ---------- | -------- | ------------------- |
| 2010年8月 活力啦啦隊                             | 日本語               | Sushi    | Daisy  | Kiki   | Peggy   | Mini   | Umi        | Yuu      | -                   |
| 2010年9月 甜心空姊                               | 英語                 | Queena   | Esse   | Hi-Jon | Chelsea | Mini   | Umi        | Kitty    | KYO                 |
| 2010年10月 歡樂國慶                              | 英語                 | Meimei   | Esse   | Hi-Jon | Chelsea | Mini   | Umi        | Kitty    | -                   |
| 2010年11月 壞壞複製娃娃! BAD!                    | 英語                 | Irene    | Esse   | Mimi   | Bunny   | Mini   | Umi        | Kitty    | -                   |
| 2010年12月 糖果聖誕節 SWEET!))                   | 英語                 | Irene    | Esse   | Mimi   | Lillian | Mini   | Umi        | Kitty    | -                   |
| 2011年1月 兔寶寶樂園 Happy2011                   | 英語                 | Irene    | Esse   | Mimi   | Lillian | Mini   | Umi        | Kitty    | -                   |
| 2011年2月 辛卯迎新春 Happy CNY                   | 英語                 | Hi-Jon   | Esse   | Mimi   | Lillian | Mini   | Umi        | Kitty    | -                   |
| 2011年3月 運動女孩 Let's GO!                     | 日本語               | Hi-Jon   | Esse   | Mimi   | Cutie   | Mini   | Umi        | Kitty    | -                   |
| 2011年4月 可愛糖果節 Candy Princess              | 英語                 | Hi-Jon   | Esse   | Mimi   | Cutie   | Mini   | Umi        | Kitty    | -                   |
| 2011年5月 環保愛地球 WG❤EARTH                    | 英語                 | Hi-Jon   | Esse   | Mimi   | Cutie   | Mini   | Umi        | Kitty    | -                   |
| 2011年6月 卒業季節 Graduation Season             | 日本語               | Hi-Jon   | Esse   | Mimi   | Cutie   | Mini   | Umi        | Kitty    | -                   |
| 2011年7月 新入社員 Weather Girls Co ,Ltd         | 日本語               | Jeniffer | Angel  | Kris   | Mia     | NueNue | Simba      | Kiwi     | -                   |
| 2011年8月 生日派對 WG1st Anniversary             | 中国語、英語、日本語 | Hi-Jon   | Esse   | Mimi   | Angel   | Mini   | Umi        | NueNue   | Kiwi Kris Mia Simba |
| 2011年9月 甜心排球社 Volleyball Girls            | 日本語               | Ashley   | Angel  | Zowing | Mia     | NueNue | Milky      | Kiwi     | Esse Mimi           |
| 2011年10月 摩登復古AGOGO                         | 中国語               | Hi-Jon   | Esse   | Mimi   | Zooey   | Mini   | Revia      | Regina   | -                   |
| 2011年11月 夢之惑星DREAMS                        | 英語                 | Hi-Jon   | Esse   | Mimi   | Lillian | Mini   | Revia      | Jeniffer | -                   |
| 2011年12月 天氣戰隊ウェザー せんたい             | 日本語               | Dara     | Esse   | Milla  | Mia     | NueNue | Revia Hana | Jeniffer | -                   |
| 2012年1月 神秘女忍くのいち                       | 日本語               | Dara     | Mia    | Mimi   | Lillian | Naomi  | Revia      | Milla    | -                   |
| 2012年2月 愛的銀河系LOVE ♥ GALAXY                | 英語                 | Hi-Jon   | Esse   | Mimi   | Mia     | Mini   | Dara       | NueNue   | -                   |
| 2012年3月 性感拳擊手Boxing Fighter               | 英語                 | Hi-Jon   | Yumi   | Naomi  | Annie   | Mini   | Revia      | Milla    | Esse NueNue         |
| 2012年4月 天氣戰隊ウェザー せんたい(再放送)      | 日本語               | Dara     | Esse   | Milla  | Mia     | NueNue | Revia Hana | Jeniffer | -                   |
| 2012年5月 環保愛地球 WG❤EARTH(再放送)            | 英語                 | Hi-Jon   | Esse   | Mimi   | Cutie   | Mini   | Umi        | Kitty    | -                   |
| 2012年6月 卒業季節 Graduation Season(再放送)     | 日本語               | Hi-Jon   | Esse   | Mimi   | Cutie   | Mini   | Umi        | Kitty    | -                   |
| 2012年7月 新入社員 Weather Girls Co ,Ltd(再放送) | 日本語               | Jeniffer | Angel  | Kris   | Mia     | NueNue | Simba      | Kiwi     | -                   |
| 2012年8月 甜心排球社 Volleyball Girls(再放送)    | 日本語               | Ashley   | Angel  | Zowing | Mia     | NueNue | Milky      | Kiwi     | Esse Mimi           |
| 2012年9月 摩登復古AGOGO(再放送)                  | 中国語               | Hi-Jon   | Esse   | Mimi   | Zooey   | Mini   | Revia      | Regina   | -                   |
| 2012年10月 夢之惑星DREAMS(再放送)                | 英語                 | Hi-Jon   | Esse   | Mimi   | Lillian | Mini   | Revia      | Jeniffer | -                   |
| 2012年11月 天氣戰隊ウェザー せんたい(再放送)     | 日本語               | Dara     | Esse   | Milla  | Mia     | NueNue | Revia Hana | Jeniffer | -                   |
| 2012年2月 愛的銀河系LOVE ♥ GALAXY(再放送)        | 英語                 | Hi-Jon   | Esse   | Mimi   | Mia     | Mini   | Dara       | NueNue   | -                   |
| 2013年1月 環保愛地球 WG❤EARTH(再放送)            | 英語                 | Hi-Jon   | Esse   | Mimi   | Cutie   | Mini   | Umi        | Kitty    | -                   |
| 2013年2月 摩登復古AGOGO(再放送)                  | 中国語               | Hi-Jon   | Esse   | Mimi   | Zooey   | Mini   | Revia      | Regina   | -                   |
| 2013年3月 甜心排球社 Volleyball Girls(再放送)    | 日本語               | Ashley   | Angel  | Zowing | Mia     | NueNue | Milky      | Kiwi     | Esse Mimi           |

## 視聴方法
2013年3月現在、Weather Girlsは以下の経路で視聴できる。

### テレビ
中華電信MOD
台湾の電気通信事業者、中華電信が提供するテレビ向けVODサービス「中華電信MOD」に加入しセットトップボックスを使用することにより、その他の壱電視の番組と合わせてテレビでの視聴が可能となる。Weather Girlsは各番組の合間のミニ番組として毎日数回放送されているが、台湾版のみの配信となり米国版、香港版、日本版は視聴できない。2012年10月までは壱電視自身がテレビ向けVODサービス「壱網楽」を運営し、壱網楽での番組視聴が可能だった。

### PC
Weather Girls公式サイト
壱電視の公式サイト内にあるWeather Girls公式サイト上で番組視聴が可能。毎日台湾時刻の0時前後に当日の天気が配信され、過去4週間までさかのぼって視聴できる。2012年4月までは台湾版、米国版、日本版が視聴できたが、2012年5月に日本版の配信が休止され、2013年3月現在では台湾版と米国版の配信となっている。
爽報公式サイト
壱伝媒が発行する無料新聞「爽報」の香港版公式サイト内にある「動新聞」コーナーから番組視聴が可能。香港版のみの配信となり台湾版、米国版、日本版は視聴できない。また土曜と日曜は更新されずに金曜日の予報が掲載され続けるなど、他の視聴方法と比べると限定的な内容となっている。2013年3月現在では新規配信が休止され、2012年3月までの過去配信分のみが視聴できる。
YouTube
壱伝媒の系列サービスがYouTube上に開設している各チャンネル上でもWeather Girlsを視聴することが可能。"NMA World Edition"では2010年10月から2011年9月まで、"NMAjp"では2010年3月、および9月以降の配信分がアーカイブされている。また2011年9月末以降はWeather Girls専用チャンネルでのアーカイブも行われている。これらのチャンネルでは公式サイトでは提供されないHD画質での番組視聴が可能。いずれのチャンネルもアーカイブされているのは米国版のみで、台湾版、香港版、日本版は視聴できない。また新規テーマの制作が中止された2012年4月以降は全チャンネルともにアーカイブの追加が停止している。
なお、YouTube、ニコニコ動画、優酷網などの各種動画共有サービス上には番組をダウンロードした視聴者が再アップロードした映像が多数共有されており、壱伝媒が運営するYouTube上の公式チャンネルにアーカイブが存在しない2010年9月以前の配信分や、米国版以外のアーカイブはこれら視聴者による二次共有からしか視聴することができない。この視聴者による二次共有について番組側は明確な姿勢を示していないが、番組映像を素材として作成されたKUSO動画を番組の人気の証として壱電視のニュース内で紹介している。

### モバイルデバイス
無料アプリ「壹電視」
壹電視が配布する無料アプリをインストールすることで各種iOS端末、Android端末での番組視聴が可能。視聴できるのは直近一週間の台湾版のみで、米国版、香港版、日本版は視聴できない。
爽報公式サイト
爽報の香港版公式サイトは各種スマートフォンからもアクセス可能。配信される内容はPCからのアクセス時と同様で、香港版のみの配信。

## 盗作騒動
2012年1月5日、蘋果日報は中国のテレビ局、成都電視、広東電視、蘇州電視によってWeather Girlsの盗作番組が制作されていることを報じた。報じられた3局が制作していた番組はWeather Girlsの映像そのものの盗用ではなく、「女性タレントをメインにフィーチャーし、天候情報を添え物のように紹介する」というWeather Girlsの番組フォーマットを盗用した番組を新たに制作したもので、中でも広東電視が制作した「Pin-ko Pie」はコスチュームや小道具のディテール、出演タレントに差異が見られることを除いてはWeather Girlsをほぼ完全にコピーしたものだった。上述の通りWeather Girlsは視聴者による番組の二次共有、番組映像を素材とした二次制作には寛容な姿勢を示しており、辛辣なジョークで知られる中天電視の人気番組「全民最大党」が揶揄を込めたWeather Girlsのパロディを行った際にも特段の反応は示さなかったが、この中国のテレビ局による盗作に対しては壱伝媒は蘋果日報のみならず、壱電視のニュースなど関連メディアを動員して強い不快感を示した。
壱伝媒以外のメディアの反応としては、米国のKotakuは「Pin-ko Pie」とWeather Girlsの類似性を指摘している一方で台湾の国内メディアの反応は極めて冷淡で、中天電視は「Pin-ko Pie」を「日本の萌え文化の影響を受けて制作された番組」と紹介し、インターネットニュースサイトNOWnewsは視聴者の関心を集めるために若い女性を起用している類似の国内事例として巨乳ネットアイドルの楊伊湄をアナウンサーに起用している三立テレビの事例を紹介し、いずれもWeather Girlsについては一切言及することはなかった。

## 出演

### テレビ
- ネプ&イモトの世界番付（2011年12月13日 日本テレビ）
- FNNスーパーニュース（2012年2月17日 フジテレビ）
- 情報プレゼンター とくダネ!（2012年4月20日 フジテレビ）
- めざましテレビ（2012年7月4日 フジテレビ）

### 雑誌
- 週刊プレイボーイ（2012年1月30日号 集英社）

## その他、エピソード
- 2010年9月配信分は、3D対応、同月内の記念日(軍人節（中国語版）、アメリカ同時多発テロ事件、921大地震、中秋節)にちなんだ特別編が制作されるなど意欲的なアイデアが多数実施された。

- 上記の中秋節にあたる2010年9月22日には"KYO"と名付けられたうさぎの着ぐるみが登場し、番組の歴史上唯一ウェザーガールズ以外のキャラクターが登場した異色の回となった。またこの"KYO"のキャラクターは、かわいらしいまたはセクシーといった通常のウェザーガールズのイメージからはおよそ程遠い、キッチュあるいはシュールとしか形容できない異質なもので、番組初期からの視聴者に強烈な印象を残した。

- 2011年5月配信分は英語ナレーションでの配信だったが、「未曾有の震災に見舞われながらも復興に向けて頑張る日本の皆さんへウェザーガールらしいエールを送りたい[4]」として、すべての回の最終パートに東北地方太平洋沖地震に関連した日本語の応援メッセージが挿入された。また、同地震の一周年にあたる2012年3月11日配信分の日本版にも同様の応援メッセージが掲載された。

- 壱伝媒傘下の紙メディアにウェザーガールズが登場するケースも多い。爽報の香港版では気象予報欄に起用され、その他の壱伝媒が発行するフリーペーパーにもしばしば登場し、ウェザーガールズは結果的に壱伝媒全体のイメージキャラクターの役割を担いつつある。なおこれら紙メディア上では、本名、年齢、身長、体重、スリーサイズ、最終学歴など、番組本編や公式サイト上では一切紹介されていない各タレントたちのプロフィールも紹介される場合がある。

- 他方、壱伝媒の傘下外の台湾のテレビ局、新聞社、出版社にとっては、Weather Girlsおよびウェザーガールズを取り上げることは、主要メディアすべてに進出している競合他社である壱伝媒を宣伝することに等しい。結果、Weather Girlsおよびウェザーガールズは徐々に台湾国外のメディアへの出演機会を増やしつつある一方で、「盗作騒動」の項に詳述されているとおり台湾国内のメディアからは完全に黙殺されている。Weather Girlsを離れた個別の活動では他社テレビ局の番組、他社発行の雑誌などに登場するメンバーも少なくないが、ここでWeather Girlsまたはウェザーガールズとしての活動について触れられることはない。